# Lazarus (serie de anime)
Lazarus (ラザロ Razaro?) es una serie de anime original japonesa producida por MAPPA y Sola Entertainment, creada y dirigida por Shinichirō Watanabe.
En Estados Unidos, se estrenó el 6 de abril de 2025 en el bloque de programación Toonami de Adult Swim.

## Argumento
En el utópico año 2049, el mundialmente famoso neurocientífico Dr. Skinner, que es un Premio Nobel, descubrió un analgésico milagroso conocido como «Hapna». La hapna que alivia por completo cualquier dolor, poco antes de desaparecer de la faz de la Tierra. Tres años después, en 2052, Skinner reapareció en un video en línea para anunciar que el fármaco tenía una vida media de tres años y que pronto todos los que lo consumieron morirían.

Un grupo de trabajo de cinco agentes, llamado «Lazarus», se reúne para localizar a Skinner 30 días antes de que muera la primera ola de usuarios de Hapna y crear una vacuna.

## Personajes
- Axel Gilberto: es un joven brasileño que actúa como el líder de Lazarus en caso de que Hersch esté ausente. Axel fue arrestado inicialmente por un delito menor, pero ha acumulado varias cadenas perpetuas que suman un total de 888 años debido a su hábito de encontrar la manera de escapar de cualquier prisión a la que sea enviado. Increíblemente ágil y aparentemente intrépido, Axel puede usar su ingenio y sus habilidades en el parkour para escapar de casi cualquier situación. Se le describe como una persona directa y amigable, pero también irradia una personalidad algo solitaria. Su seiyū es Mamoru Miyano y es doblado en español latinoamericano por Braian Pavón y en castellano por Luis Torrelles.[4]

- Alexandra «Sasha» / Christine «Chris»: es una joven rusa generalmente alegre y franca, que habla con cualquiera de forma amigable. Es experta en armas de fuego, con experiencia en diversos tipos de armas. Además de ser una apasionada de la bebida, Christine también es optimista y tiene una personalidad ruda (como la de una hermana mayor) que no favorece ni a hombres ni a mujeres. Su nombre original era «Alexandra» (アレクサンドラ, Arekusandora), pero cambió de identidad tras fingir su muerte para escapar de una unidad especial rusa y proteger a su expareja Inga de una posible ejecución por traicionar a su patria. Su seiyū es Maaya Uchida[4] y es doblada en español latinoamericano por Micaela Oddera y en castellano por Sara Muñiz.[5]

- Douglas «Doug» Hardine: es un joven nigeriano intelectual, coordinador del equipo Lazarus. Posee grandes habilidades físicas y mantiene la calma y la serenidad bajo presión. Es sensible y delicado, prestando atención a los pequeños detalles; en ocasiones, se muestra orgulloso. En la universidad, Doug se especializó en física y, antes de la revelación de Hapna, admiraba al Dr. Skinner como modelo a seguir. Su seiyū es Makoto Furukawa[4] y es doblado en español latinoamericano por Conrado Gerón y en castellano por Daniel Romero.[5]

- Eleina: es una adolescente hongkonesa de 15 años que tiene problemas de comunicación y le cuesta participar en las conversaciones de la gente. Siendo la menor del grupo, Eleina también es una hacker encubierta mundialmente famosa conocida como «Mad Screamer». A medida que avanza la serie, ella se vuelve más sociable y extrovertida. Su seiyū es Manaka Iwami[4] y es doblada en español latinoamericano por Arelys González y en castellano por Marta Rodríguez Conte.[5]

- Leland Astor: es un adolescente canadiense, experto en pilotar drones. Interpreta la situación y se expresa en consecuencia, pero no dice lo que realmente piensa; tampoco le gusta hablar de su familia debido a su compleja historia. Leland el único heredero varón superviviente de la prestigiosa herencia de la familia Astor y una de sus aficiones es el egosurfing. Su seiyū es Yuma Uchida[4] y es doblado en español latinoamericano por Hernán Tracchia y en castellano por Adrián Pineda.[5]

- Hersch Lindermann: es la líder del equipo Lazarus, una anciana que actúa como su punto de contacto con los gobiernos mundiales. Es eficiente y realiza su trabajo sin dejarse llevar por las emociones. Su seiyū es Megumi Hayashibara[4] y es doblada en español latinoamericano por Paola Speranza.[5]

- Abel Anderson: es el actual director de la Agencia de Seguridad Nacional (NSA), que es imperturbable y siempre mantiene la calma. Su forma de pensar excesivamente racional ha llevado a sus colegas a difundir rumores de que, en realidad, es una inteligencia artificial humana. Su seiyū es Akio Otsuka[4] y es doblado en español latinoamericano por Adrian Finkielsztein .[5]

- Dr. Skinner: es un neurocientífico que ha engañado a la humanidad con su aparente cura milagrosa, «Hapna», que luego se revela como un veneno mortal que mata a quienes lo toman en 42 meses. Afirma que la primera ola de personas morirá en 30 días tras su anuncio, a menos que alguien lo encuentre y convenza de revertir el proceso. Su seiyū es Kōichi Yamadera[4] y es doblado en español latinoamericano por Mario De Candia y en castellano por Jordi Boixaderas.[5]

## Producción y lanzamiento
La serie de anime fue anunciada por Adult Swim el 20 de julio de 2023 y está dirigida por Shin'ichirō Watanabe, más notable por dirigir la serie de anime Cowboy Bebop. Chad Stahelski, quien se destaca por dirigir la franquicia cinematográfica de John Wick, está diseñando las secuencias de acción. Para la composición musical, la serie contará con una partitura del saxofonista de jazz Kamasi Washington y los productores, DJ y músicos Floating Points y Bonobo. La animación de la serie está a cargo de MAPPA, mientras que Sola Entertainment se encarga de la producción general. La serie está dedicada a Keiko Nobumoto, quien murió durante el planeamiento inicial de la serie el 1 de diciembre del 2021.
Se mostró un avance de la serie en el panel "Toonami on the Green" de Adult Swim en la Comic Con de San Diego dos días después, el 22 de julio. Durante la presentación, el personal de producción declaró que se planea completar el proyecto para 2024, pero no prometió que la serie se estrenaría en ese año. El 26 de julio de 2024, se anunció que la serie se emitirá en 2025.
En una entrevista realizada en octubre de 2024, Watanabe dijo que la crisis de los opioides fue una de las inspiraciones que tuvo para crear el anime. Mencionó que el equipo de producción trabajó en estrecha colaboración con Stahelski para que se les pudieran proporcionar coreografías de escenas de lucha y sobre cómo el equipo necesitaba reclutar animadores fuera de Japón debido a la falta de animadores experimentados que pudieran reclutar a nivel nacional para tales secuencias. En una entrevista de noviembre de 2024, Watanabe mencionó que tenía en alta estima las películas de John Wick por cómo se hacían las escenas de lucha.
En diciembre de 2024, se lanzó una nueva imagen promocional junto con el anuncio de que Kamasi Washington interpretaría el tema de apertura «Vortex», mientras que The Boo Radleys interpretarían el tema de cierre «Lazarus».
En enero de 2025, se anunció que la serie se emitiría en Japón a partir de abril de 2025 en TV Tokyo y sus filiales, acompañado del lanzamiento de una nueva imagen promocional. Adult Swim anuncio poco después en Instagram de que la serie también se emitiría el mismo mes en su cadena. En febrero de 2025, se anunció que la serie se emitirá el 6 de abril de 2025.
El 6 de abril de 2025, la serie obtuvo un doblaje tanto en español latinoamericano como en castellano, el cual fue estrenado en Max.

## Lista de episodios
| N.º | Título                                                 | Dirigido por                   | Escrito por          | Guion gráfico por          | Fecha de emisión original |
| --- | ------------------------------------------------------ | ------------------------------ | -------------------- | -------------------------- | ------------------------- |
| 1   | «Adiós mundo cruel» «Goodbye Cruel World»              | Kazuo MiyakeYōhei Tsuchiya     | Shin'ichirō Watanabe | Shin'ichirō Watanabe       | 6 de abril de 2025        |
| 2   | «La vida en la vía rápida» «Life in the Fast Lane»     | Tsuyoshi Tobita                | Tsukasa Kondō        | Tensai Okamura             | 13 de abril de 2025       |
| 3   | «Muy lejos de casa» «Long Way from Home»               | Yōhei Tsuchiya                 | Takahiro Ozawa       | Kazuo MiyakeShigeyuki Miya | 20 de abril de 2025       |
| 4   | «No detengan el baile» «Don't Stop the Dance»          | Kazuo Miyake                   | Dai Satō             | Akihiko Yamashita          | 27 de abril de 2025       |
| 5   | «Bastante vacío» «Pretty Vacant»                       | Kazuo Miyake                   | Tsukasa Kondō        | Iwao Teraoka               | 4 de mayo de 2025         |
| 6   | «El paraíso en la tierra» «Heaven Is a Place on Earth» | Eiji Abiko                     | Takahiro Ozawa       | Nobutake Itō               | 11 de mayo de 2025        |
| 7   | «Casi triste» «Almost Blue»                            | Ka Hee ImHeihachirō Haitani    | Takahiro Ozawa       | Tensai Okamura             | 18 de mayo de 2025        |
| 8   | «El fuego inolvidable» «The Unforgettable Fire»        | Yōhei Tsuchiya                 | Tsukasa Kondō        | Akihiko Yamashita          | 25 de mayo de 2025        |
| 9   | «Muerte en dos piernas» «Death on Two Legs»            | Sayaka Morikawa                | Dai Satō             | Yōhei Tsuchiya             | 1 de junio de 2025        |
| 10  | «No puedo decirte por qué» «I Can't Tell You Why»      | Kazuo Miyake                   | Takahiro Ozawa       | Akihiko Yamashita          | 8 de junio de 2025        |
| 11  | «Corriendo con el demonio» «Runnin' with the Devil»    | Yōhei TsuchiyaYasutomo Okamoto | Tsukasa Kondō        | Akihiko Yamashita          | 15 de junio de 2025       |
| 12  | «Cerca del límite» «Close to the Edge»                 | Eiji Abiko                     | Shin'ichirō Watanabe | Akihiko Yamashita          | 22 de junio de 2025       |
| 13  | «El mundo es tuyo» «The World Is Yours»                | Kazuo Miyake                   | Shin'ichirō Watanabe | Akihiko Yamashita          | 29 de junio de 2025       |